# 570
570 foi um ano comum do século VI que teve início e terminou a uma quarta-feira, segundo o Calendário Juliano. a sua letra dominical foi E
| Ano completo                        |
| ----------------------------------- |
| Ano comum com início à quarta-feira |

## Eventos
- Tibério II, futuro imperador bizantino, derrota os ávaros.[1]
- Leovigildo, rei dos Visigodos, inicia acções militares com o fim de controlar toda a Hispânia.

## Nascimentos
- Possível ano do nascimento de Maomé.[2][Nota 1]

## Mortes
- Abedalá ibne Abedal Motalibe n. 545 foi o pai de Maomé.